# كاثرين جي. فارلي
كاثرين جي. فارلي (بالإنجليزية: Katherine G. Farley)‏ هي مهندسة معمارية أمريكية، ولدت في 12 أكتوبر 1949.